# Isla Esperanza
Isla Esperanza är en ö i Chile.   Den ligger i regionen Región de Magallanes y de la Antártica Chilena, i den södra delen av landet, 2 000 km söder om huvudstaden Santiago de Chile. Arean är 190 kvadratkilometer.
Terrängen på Isla Esperanza är kuperad. Öns högsta punkt är 928 meter över havet. Den sträcker sig 39,2 kilometer i nord-sydlig riktning, och 12,5 kilometer i öst-västlig riktning.
Trakten runt Isla Esperanza är nära nog obefolkad, med mindre än två invånare per kvadratkilometer.